# Chrášťany, Praha-západ
Chrášťany là một làng thuộc huyện Praha-západ, vùng Středočeský, Cộng hòa Séc.